# ددینا
ددینا (به صربی: Dedina) یک منطقهٔ مسکونی در صربستان است که در ناحیه راسینا واقع شده‌است. ددینا ۲٬۷۷۵ نفر جمعیت دارد.